# Mariekes Kruuske

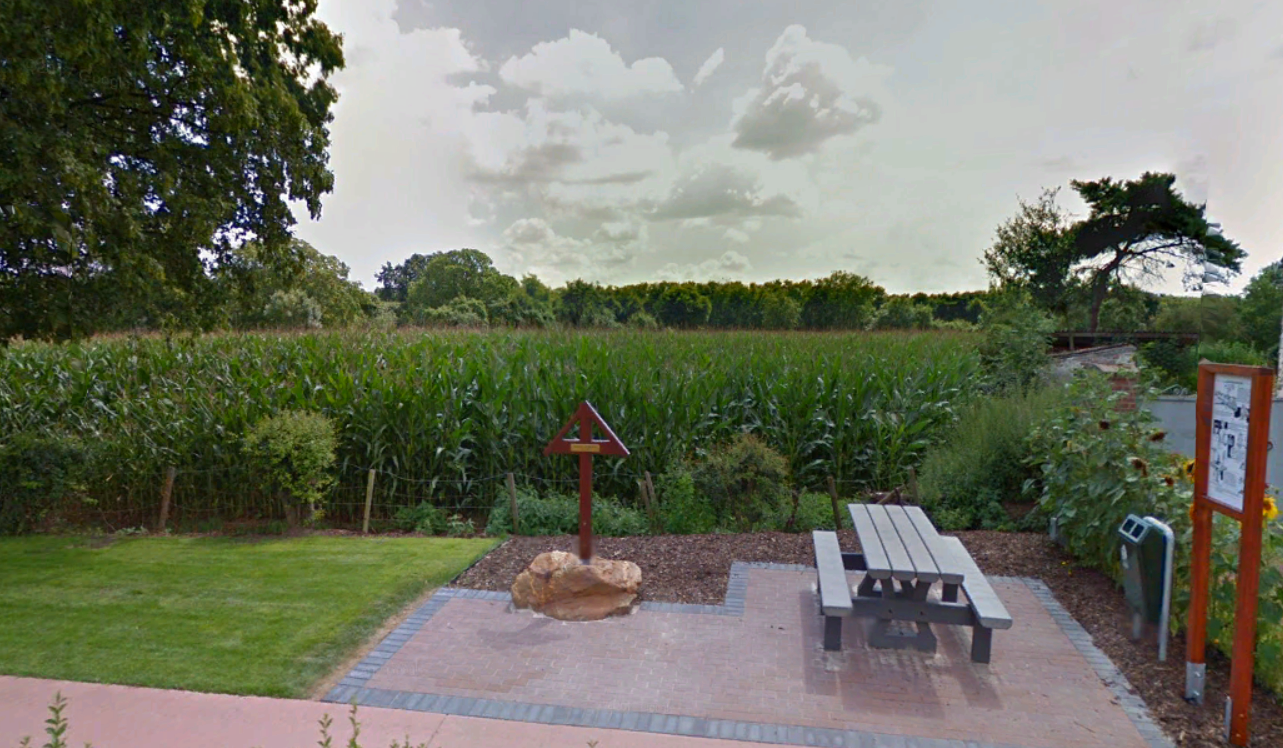
Hedendaagse locatie van Mariekes Kruuske

Mariekes Kruuske (Nederlands: Mariekes Kruisje) is een gedenkteken in Kotem in de Belgische gemeente Maasmechelen ter herinnering aan de moord op Maria Alberts op 31 juli 1763.

## De moord
Maria Alberts (4 augustus 1743 - 31 juli 1763) werd geboren in Geneuth als dochter van Georges Alberts en Gertrudis Stans. Op zondag 31 juli 1763 vertrok de 19-jarige Maria Alberts na de eucharistieviering vanuit de kerk van Boorsem naar haar woning op het Geneuth. Het toenmalige pad liep deels langs de Ziepbeek, die op het Geneuth uitmondt in de Maas. Onderweg werd ze aangesproken door Willem Philippens, een getrouwde man uit Kotem, die haar oneerbare voorstellen deed. Nadat ze weigerde hierop in te gaan, vermoordde Philippens haar en stal hij haar schoenen met zilveren sluiters. Kort daarna werd Philippens aangehouden. Op 31 augustus, exact een maand na de moord, kreeg Philippens de doodstraf op het galgenveld te Rekem. Hij werd geradbraakt en onthoofd.
In het parochieregister van Boorsem is de overlijdensakte van Maria Alberts terug te vinden. De overlijdensakte is ongewoon uitgebreid in vergelijking met andere overlijdensaktes uit die periode in het parochieregister. Het register maakt desondanks onjuist melding van '31 augustus' als sterfdatum in plaats van '31 juli'. In dezelfde akte staat wel 3 augustus als correcte datum van de begrafenis.

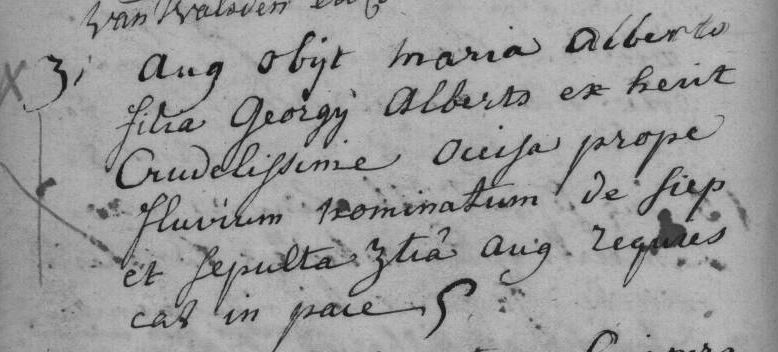
Overlijdensakte van Maria Alberts in het parochieregister van Boorsem

| Overlijdensakte in het parochieregister Latijn | Vertaling Nederlands |
| --- | --- |
| 31 aug obiit maria alberts filia gergij alberts ex heut crudelissime occisa prope fluvium nominatum de siep et sepulta 3tia aug requies cat in pace | Op 31 augustus overleed Maria Alberts, dochter van Georges Alberts van op ’t Geneuth, op zeer gruwelijke wijze vermoord nabij de beek die men de Ziep noemt en begraven op 3 augustus. Moge ze rusten in vrede. |

## Het kruis
Om haar moord te gedenken plaatste haar familie een gietijzeren kruis in het veld op de plek van de moord. Door landbouwwerken en overstromingen van de Maas verdween het kruis meermaals doorheen de eeuwen. Telkens werd het echter teruggeplaatst, dankzij de sterke mondelinge overlevering van het verhaal bij de plaatselijke bewoners. De moord is tevens goed gedocumenteerd in het archief van Rijksgraafschap Rekem, waartoe Boorsem en Kotem in de 18de eeuw behoorden. In 2004 werd het kruis verplaatst naar de kruising van de oude bedding van de Ziepbeek en de weg naar Geneuth. In 2013 werd de locatie opgewaardeerd door de gemeente Maasmechelen.